# Víctor Manuel Pedemonte
Víctor Manuel Pedemonte Fabeiro (Paso de los Toros, Tacuarembó, 30 de abril de 1948 - Granollers, Barcelona, 21 de mayo de 2008) fue un compositor, guitarrista, luthier y cantante uruguayo del movimiento cultural denominado canto popular uruguayo.

## Biografía
Sus comienzos artísticos se remontan a 1964, año en que se presenta a unas pruebas de selección, vocales e instrumentales, para conjuntos y solistas convocadas por el S.O.D.R.E., en aquel entonces "Servicio Oficial de Difusión Radio Eléctrica", obteniendo el primer premio como solista.
Ese mismo año (1964) integra el conjunto de raíz folklórica "Los del Sur", con el que obtiene numerosos y variados éxitos, que incluye el Primer Premio en el Festival Latinoamericano de Folklore, realizado en Salta, Argentina en 1965. Con este conjunto graba el Lp "Triunfadores en Salta".
En 1966 decide emprender su camino como solista, actuando en el interior del Uruguay patrocinado por el S.O.D.R.E., en Radio Carve, en Radio El Espectador de Montevideo, así como también en Radio Mitre y Radio El mundo de la ciudad de Buenos Aires, ciudad donde también supo trabajar en televisión, en Canal 9 más precisamente.
En los 60's y principios de los 70's integra el staff de artistas del prestigioso programa de Rubén Castillo, Discodromo Show, que emitía Canal 12 de Montevideo.

En su primer trabajo discográfico “De la estancia cimarrona” (1968), tuvo el privilegio de que Rufino Mario García le escribiera unas palabras en la contratapa del mismo:
"No tenemos ninguna duda de su proyección victoriosa en el futuro, porque sabe unir a sus virtudes en el género que cultiva, una vocación imperiosa, cultural, y una personalidad que ya está madurando".
En su segundo disco Lp "Soldado muerto" (1969), el propio Pedemonte escribe:
"Tengo plena conciencia de este nuevo paso dado dentro del cancionero popular. Sabía la responsabilidad que significaba adquirir este compromiso con el público. Por eso he trabajado seriamente durante muchos meses para volver nuevo, distinto y envuelto en este poncho de canciones que surgieron de lo más profundo de mi alma de cantor. En particular, al escuchar los temas grabados me he sentido espiritualmente lleno de paisajes y poesías impregnadas de sentimientos americano. ("Hasta la piedra es guitarra si tiene boca de pueblo"). Nunca quise el éxito fácil; solo pretendo llegar a Uds. por un único camino: el de la verdad."

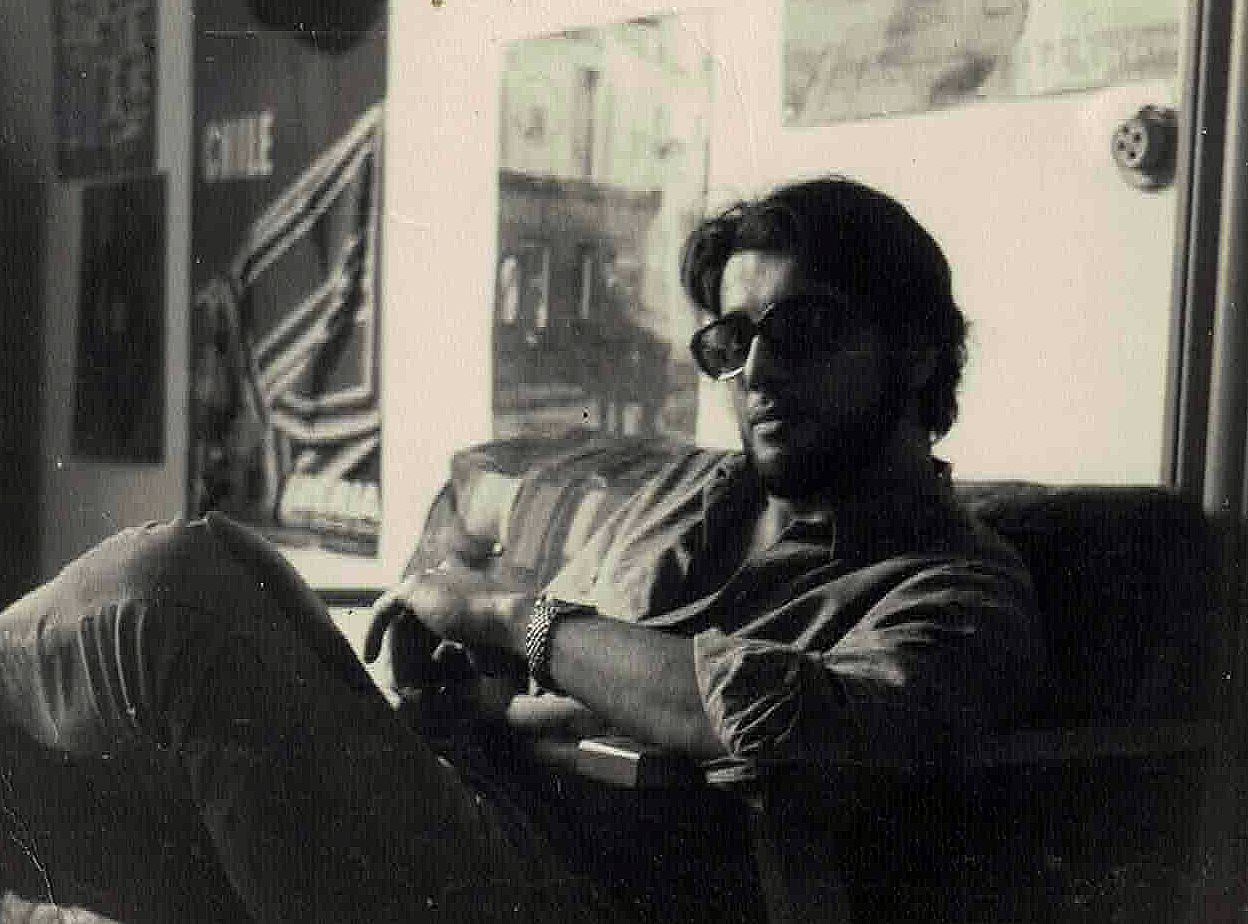
Víctor Pedemonte. Circa 1973 (Foto: Ricardo Comba)

En 1975 graba dos placas discográficas: "El arte del canto y la guitarra" como solista y "Desde la madera" a dúo con Washington Carrasco. En el primer LP es Carlos Martins quien escribe en la contra carátula:
Víctor: en estos días me enteré de tu nuevo viaje a Tucumán. Lamento no haber podido despedirte pero más lamento que no estés aquí, ahora, en el momento del nacimiento de tu quinto disco. Lo que quería decirte fundamentalmente es que no demores en regresar tú sabes, la música nacional también necesita, parafraseando a Daniel, niños para amanecer. Cómo este y como tantos otros. Y para eso hay que estar. aquí y ahora. Así que hasta la vuelta. Recibe un abrazo de tu amigo.
En el Lp, "El arte del canto y la guitarra", en el track A6, está el Candombe "Chévere". La versión original de este tema, basado en un poema de Nicolás Guillén y musicalizado por el bajista de Tótem, Daniel "Lobito"Lagarde, fue grabado por el mismo Tótem en su primer Lp del año 1971. Es uno de los pocos casos de esa época en que un referente del Canto Popular, grabara un tema de un grupo (Tótem), de una corriente aparentemente bastante diferente y, si se pudiera decir, distante.

En el segundo Lp grabado en el 75, "Desde la madera", quien escribe en la contratapa es Enrique Estrázulas:
"La guitarrería de Santurión, fue, de alguna manera, la raíz, la madera dónde -más tarde- sonó en esta placa la canción latinoamericana. Cada veinte leguas cambia el trillo de una milonga, cada vuelo en el mapa se transforma -de mil maneras- una vez que es la misma en la América Hispánica. Pedemonte y Carrasco creen, intentan demostrar que el universo empieza donde se inicia un acordé. Antes, a mi juicio, no existió nada. Mi gratitud. mi aliento".

## Exilio y Luthería
En 1975 se exilia en España, Barcelona, donde comienza otra etapa importante de su vida, siguiendo su carrera como cantautor e incursionando en otras de sus pasiones: la Luthería, oficio que aprende con el Luthier Juan Antonio Sabaté, en el Municipio español de Rubí, provincia de Barcelona.
"El oficio de luthier lo comencé en España en el año 1982, gracias a la oportunidad que me dio Don Antonio Sabaté, Hasta ese momento solo conocía la guitarra por fuera. A partir de ese entonces y trabajando al lado de Sabaté aprendí a conocerla por dentro. Yo me integré al taller de él sin tener noción de lo que era carpintería. Me dediqué siempre a la docencia y la sigo ejerciendo. Pero con Sabaté entré a incursionar en el interior de la guitarra, en el ensamble y se me hizo necesario estudiar los tipos de madera. A veces pienso que en el fondo uno también es madera." 
Taller del Luthier Juan Antonio Sabaté, en el Municipio español de Rubí, provincia de Barcelona, 1982.

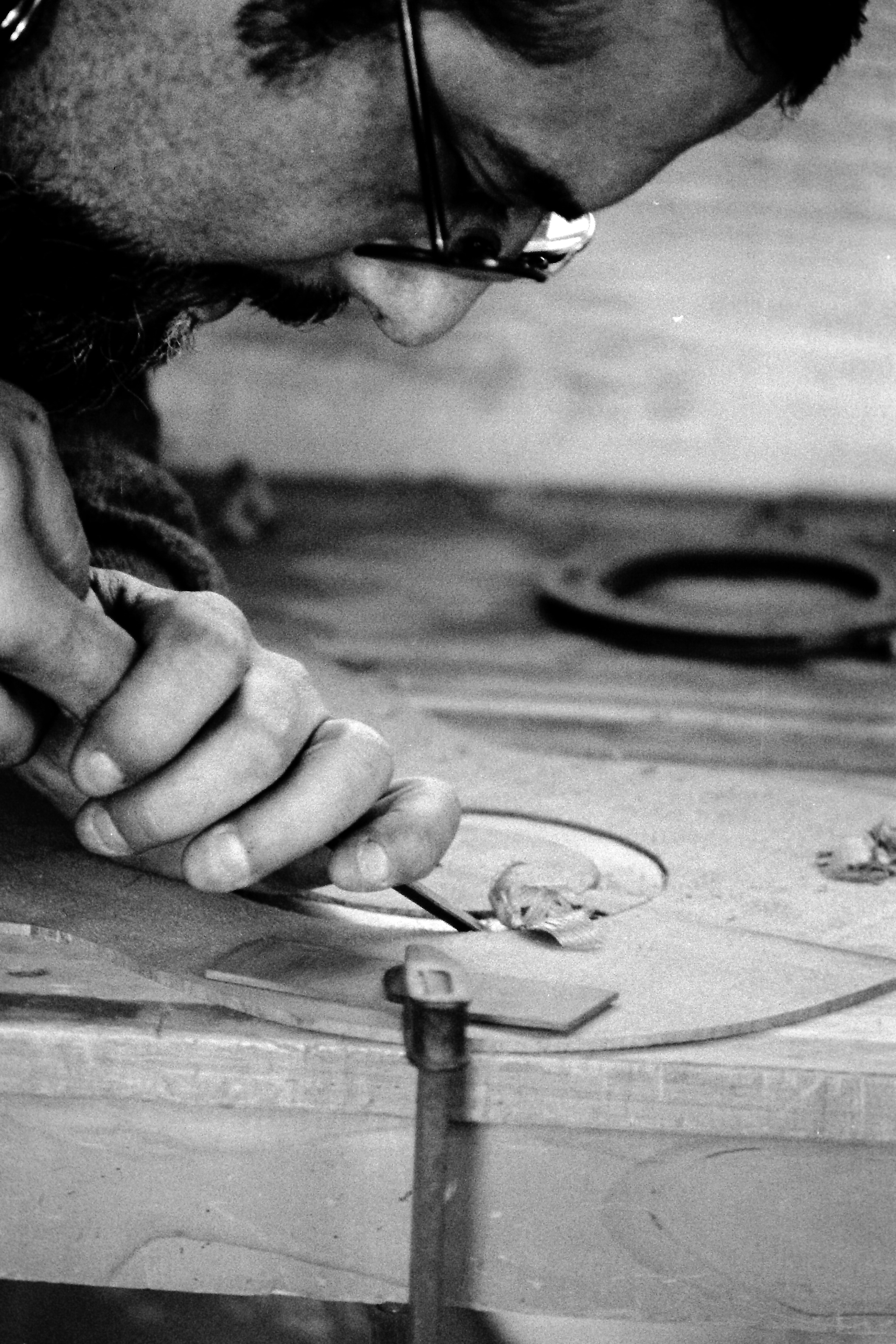
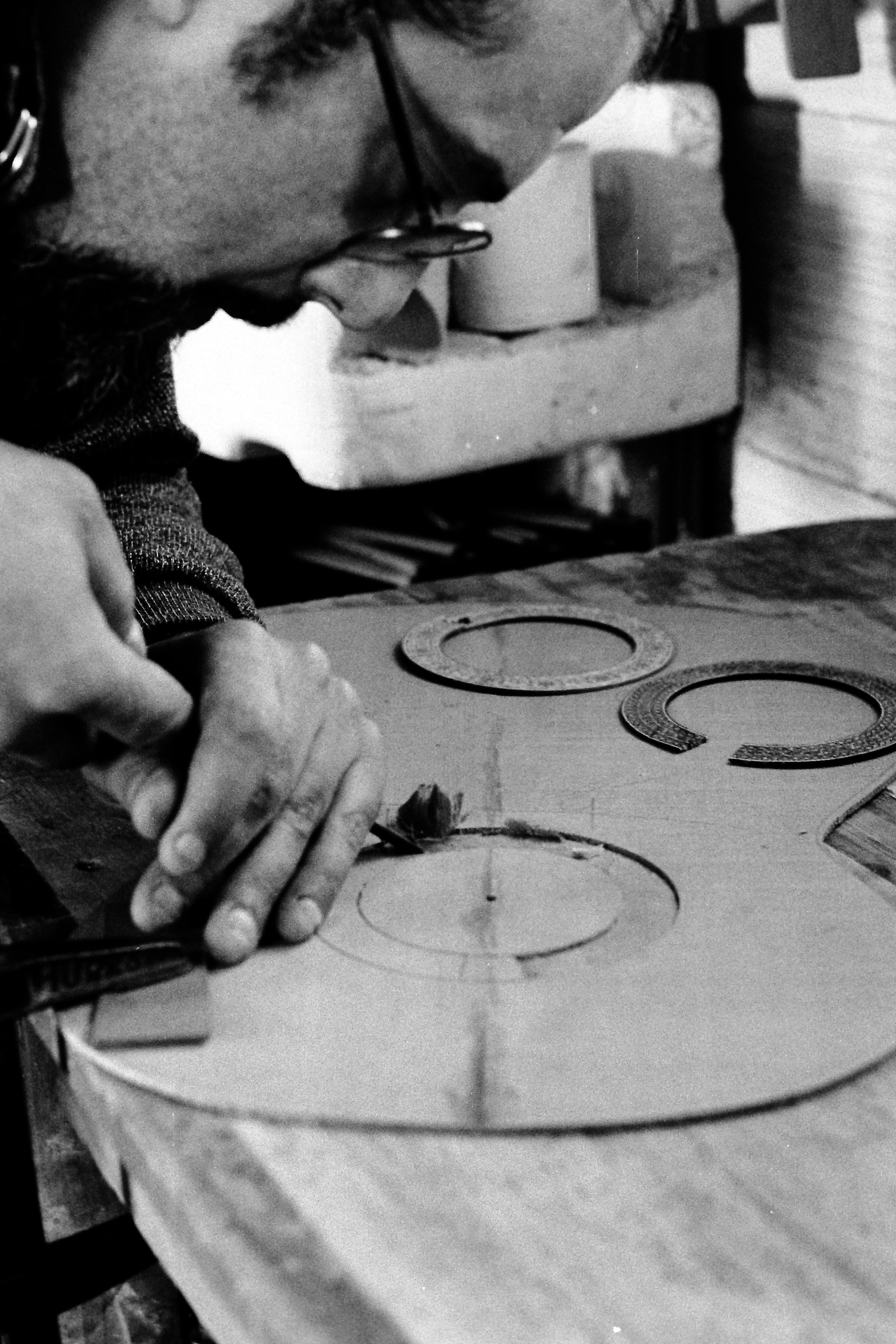

Fallece a la temprana edad de 60 años, tras algunas complicaciones de salud, el 21 de mayo de 2008 en Granollers, Barcelona.
Como intérprete ha grabado temas de grandes autores uruguayos: Osiris Rodríguez Castillos, Anselmo Grau, Aníbal Sampayo, Víctor Lima, Daniel Viglietti, Marcos Velázquez, Tabaré Etcheverry, entre muchos.
Algunos intérpretes le han grabado temas: Washington Carrasco, Perla Bernardo, Arazá, Anselmo Grau, Pablo Estramín, Julio Silveira, Alma y Vida, Librecanto e Iya-Comuna.

## Discografía[8][9]

### Como solista
- 1968 – “De la estancia cimarrona” (CLAVE - CLP 1018).[3]
- 1969 – “Soldado muerto” (CLAVE - SCLP-1020).[4]
- 1972 – “Pedemonte Vol.4” (DISCOS DE LA PLANTA - KL 8320).[10]
- 1975 – “El arte del canto y la guitarra” (MACONDO - GAM 586).[5]
- 1979 – “Desde Barcelona” (MACONDO - GAM 692 – 1979).[11]
- 1985 - "Los puntales de la aurora" (SONDOR - 84.414).[12]
- 1988 – “Tiempo del Hombre” (URUSEU - 566).[13]

### Con "Los del Sur"
Integrantes: Francisco “Paco” Grillo, Roberto Cróccano, Luis Alberto “Chango” Rodríguez y Víctor Pedemonte.
- 1965 - "Triunfadores en Salta" (PHILIPS – P 631250 L).[14]

### A dúo con Washington Carrasco
- 1975 - "Desde la madera" (SONDOR - 44.031).[6]

### Participación en trabajos colectivos
- 1989 - “Cantata José Artigas” (URUSUÉ - U 617).[15]

- 1989 - "Canciones para construir el futuro" (URUSUÉ - U 638).[16]

### En recopilaciones
- 1976 - "Folklore Oriental" (MACONDO - GAM 607).[17]
- 1976 - "Las voces del Folklore" (MACONDO - GAM 635).[18]
- 1976 - "Las voces del Folklore VOl.3" (MACONDO - GAM 647).
- 1976 - "Folklore del Uruguay Volumen 2" (CLAVE - 7235088 - Selección brillante).[19]